# Хардіп Сінгх (борець)
Хардіп Сінгх (англ. Hardeep Singh; нар. 20 грудня 1990, округ Джинд, штат Хар'яна) — індійський борець греко-римського стилю, срібний та бронзовий призер чемпіонатів Азії, триразовий чемпіон Співдружності, учасник Олімпійських ігор.

## Життєпис
Боротьбою почав займатися з 2006 року.
Виступає за спортивний клуб «Chhijarshal Stadium» Делі. Тренер — Кулдіп Сінгх.
На чемпіонаті Співдружності з боротьби 2013 року виступив у двох видах змагань. У греко-римській боротьбі став чемпіоном, а у вільній — бронзовим призером.

## Спортивні результати на міжнародних змаганнях

### Виступи на Олімпіадах
| Змагання                    | Збірна | Вагова категорія                 | Місце |
| --------------------------- | ------ | -------------------------------- | ----- |
| Літні Олімпійські ігри 2016 | Індія  | греко-римська боротьба, до 98 кг | 13    |

### Виступи на Чемпіонатах світу
| Змагання                        | Збірна | Вагова категорія                 | Місце |
| ------------------------------- | ------ | -------------------------------- | ----- |
| Чемпіонат світу з боротьби 2014 | Індія  | греко-римська боротьба, до 98 кг | 12    |
| Чемпіонат світу з боротьби 2015 | Індія  | греко-римська боротьба, до 98 кг | 14    |
| Чемпіонат світу з боротьби 2017 | Індія  | греко-римська боротьба, до 98 кг | 25    |
| Чемпіонат світу з боротьби 2018 | Індія  | греко-римська боротьба, до 97 кг | 12    |

### Виступи на Чемпіонатах Азії
| Змагання                       | Збірна | Вагова категорія                 | Місце  |
| ------------------------------ | ------ | -------------------------------- | ------ |
| Чемпіонат Азії з боротьби 2014 | Індія  | греко-римська боротьба, до 98 кг | 5      |
| Чемпіонат Азії з боротьби 2015 | Індія  | греко-римська боротьба, до 98 кг | 11     |
| Чемпіонат Азії з боротьби 2016 | Індія  | греко-римська боротьба, до 98 кг | Срібло |
| Чемпіонат Азії з боротьби 2017 | Індія  | греко-римська боротьба, до 98 кг | 9      |
| Чемпіонат Азії з боротьби 2018 | Індія  | греко-римська боротьба, до 97 кг | 6      |
| Чемпіонат Азії з боротьби 2019 | Індія  | греко-римська боротьба, до 97 кг | 7      |
| Чемпіонат Азії з боротьби 2020 | Індія  | греко-римська боротьба, до 97 кг | Бронза |

### Виступи на Азійських іграх
| Змагання           | Збірна | Вагова категорія                 | Місце |
| ------------------ | ------ | -------------------------------- | ----- |
| Азійські ігри 2018 | Індія  | греко-римська боротьба, до 97 кг | 7     |

### Виступи на Кубках світу
| Змагання                    | Збірна | Вагова категорія                 | Місце |
| --------------------------- | ------ | -------------------------------- | ----- |
| Кубок світу з боротьби 2020 | Індія  | греко-римська боротьба, до 97 кг | 10    |

### Виступи на Чемпіонатах Співдружності
| Змагання                                | Збірна | Вагова категорія                 | Місце  |
| --------------------------------------- | ------ | -------------------------------- | ------ |
| Чемпіонат Співдружності з боротьби 2013 | Індія  | греко-римська боротьба, до 96 кг | Золото |
| Чемпіонат Співдружності з боротьби 2013 | Індія  | вільна боротьба, до 96 кг        | Бронза |
| Чемпіонат Співдружності з боротьби 2016 | Індія  | греко-римська боротьба, до 98 кг | Золото |
| Чемпіонат Співдружності з боротьби 2017 | Індія  | греко-римська боротьба, до 97 кг | Золото |

### Виступи на інших змаганнях
| Змагання                                                     | Збірна | Вагова категорія                  | Місце  |
| ------------------------------------------------------------ | ------ | --------------------------------- | ------ |
| Кубок Тахті 2015                                             | Індія  | греко-римська боротьба, до 98 кг  | 10     |
| Кубок Президента Казахстану з боротьби 2015                  | Індія  | греко-римська боротьба, до 98 кг  | 8      |
| Олімпійський кваліфікаційний турнір з боротьби 2016 (Астана) | Індія  | греко-римська боротьба, до 98 кг  | Срібло |
| Золотий Гран-прі з боротьби 2016                             | Індія  | греко-римська боротьба, до 98 кг  | 9      |
| Турнір Дана Колова — Николи Петрова 2017                     | Індія  | греко-римська боротьба, до 130 кг | 10     |
| Турнір Вехбі Емре і Гаміта Каплана 2018                      | Індія  | греко-римська боротьба, до 97 кг  | 18     |
| Меморіал Маттео Пелліконе 2020                               | Індія  | греко-римська боротьба, до 97 кг  | 19     |
| Турнір Дана Колова — Николи Петрова 2022                     | Індія  | греко-римська боротьба, до 97 кг  | 9      |
| Турнір Вехбі Емре і Гаміта Каплана 2022                      | Індія  | греко-римська боротьба, до 97 кг  | 10     |